# Luncani, Cluj
Luncani, colocvial Grindeni , Grind , Grind-Arieș, (în maghiară Aranyosgerend, colocvial Gerend) este un sat în comuna Luna din județul Cluj, Transilvania, România.

## Istoric

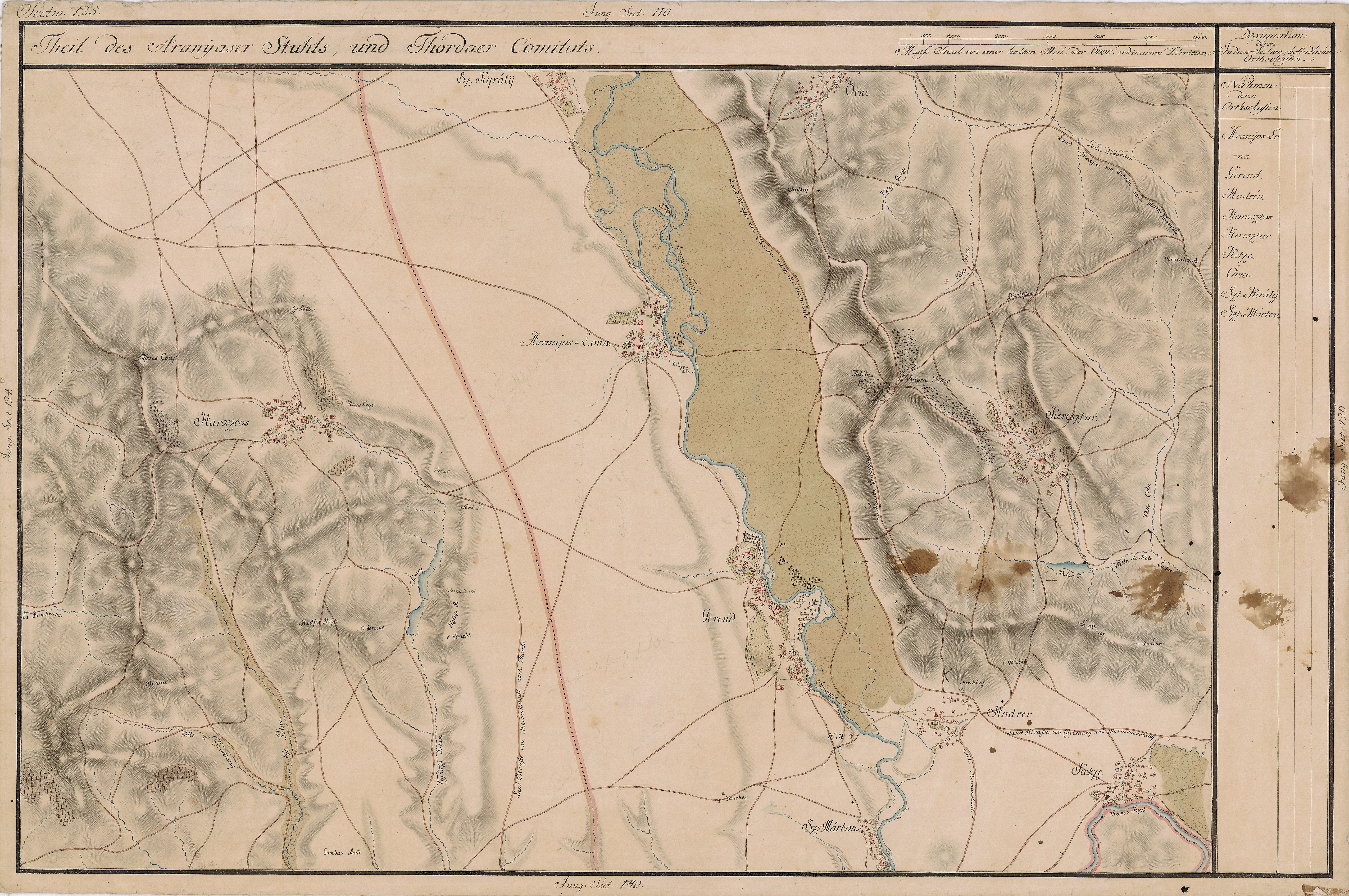
Luncani ca Gerend pe Harta Iosefină a Transilvaniei,
1769-1773 (Sectio 125)

Conform săpăturilor efectuate aici, era deja locuit în epoca bronzului. 
În perioada La Tène teritoriul actualului sat a fost ocupat de celții ce se așezaseră în Transilvania. Prezența acestora este demonstrată de numeroase artefacte rămase, printre care cel mai cunoscut este mistrețul de la Luncani.
A fost menționat pentru prima dată sub numele de Gerend în 1260. Localitatea era o proprietate forte veche a familiei Gerendi, care a construit aici și un castel în secolul al XVI-lea. Ultima dată a fost deținută de familia Kemény.
În 1529 regele Ioan I Zápolya a ținut o dieta in localitate. La sfârșitul secolului al XVI-lea așezarea avea o faimoasă școală unitariană.
Populația așezării a fost puternic afectată de distrugerea generală și ciuma între 1599 și 1604. Prin urmare, proprietarul satului, familia Jósika⁠(fr)[traduceți], a adus coloniști romani care au fost asezati la marginea satului. După anul 1700, iobagii români s-au convertit la credința greco-catolică, așa că în 1795 baronul József Kemény le-a construit Biserica Sfinții Arhangheli Mihail și Gavriil.
Pe Harta Iosefină a Transilvaniei din 1769-1773 (Sectio 125), localitatea apare sub numele de „Gerend”. Între satul Gerend (Luncani) și satul învecinat Sz. Márton (Gligorești) pe hartă sunt marcate de două ori prin „Gericht” și de trei ori prin semnul π trei locuri publice de pedepsire a delicvenților în perioada medievală.
În 1910 era locuită de 1.289 cetățeni, majoritatea maghiară, cu o minoritate românească semnificativă. În perioada dualismului s-a aflat în districtul Felvinc din comitatul Turda-Arieș.
După 1968 populația românească a devenit majoritară.

## Obiective turistice

### Biserica reformată
Biserica Reformată, monument de arhitectură gotică timpurie, edificat între 1268-1290, iar turnul-clopotniță a fost adăugat pe latura vestică a navei în secolul al XV-lea. Pe pereții din interiorul bisericii se pot observa fresce care datează de la sfârșitul secolului XII, începutul secolului XIII. Familia Kemény a fost patronul bisericii. O dovadă în acest sens este cripta familiei în care au fost înmormântați toți membrii familiilor Kemény și Bánffy.

### Biserica Sf. Arhangheli Mihail și Gavriil
Biserica ortodoxă a fost construit în secolul al XVIII-lea de familia Kemény pentru familiile de iobagi la marginea satului. 

### Castelul Kemény-Bánffy
Castelul este o construcție în stil baroc simplificat care datează din secolul al XVII-lea (1633) și se află în spatele bisericii reformate, pe malul drept al râului Arieș.
Toate cele trei obiective de mai sus au fost înscrise pe Lista monumentelor istorice din județul Cluj, elaborată de Ministerul Culturii din România în anul 2015.

## Personalități
- Ștefan Wesselényi (1674 - 1734), guvernator al Transilvaniei
- József Kemény (1795-1855), monograf, autor, colecționar

## Galerie de imagini

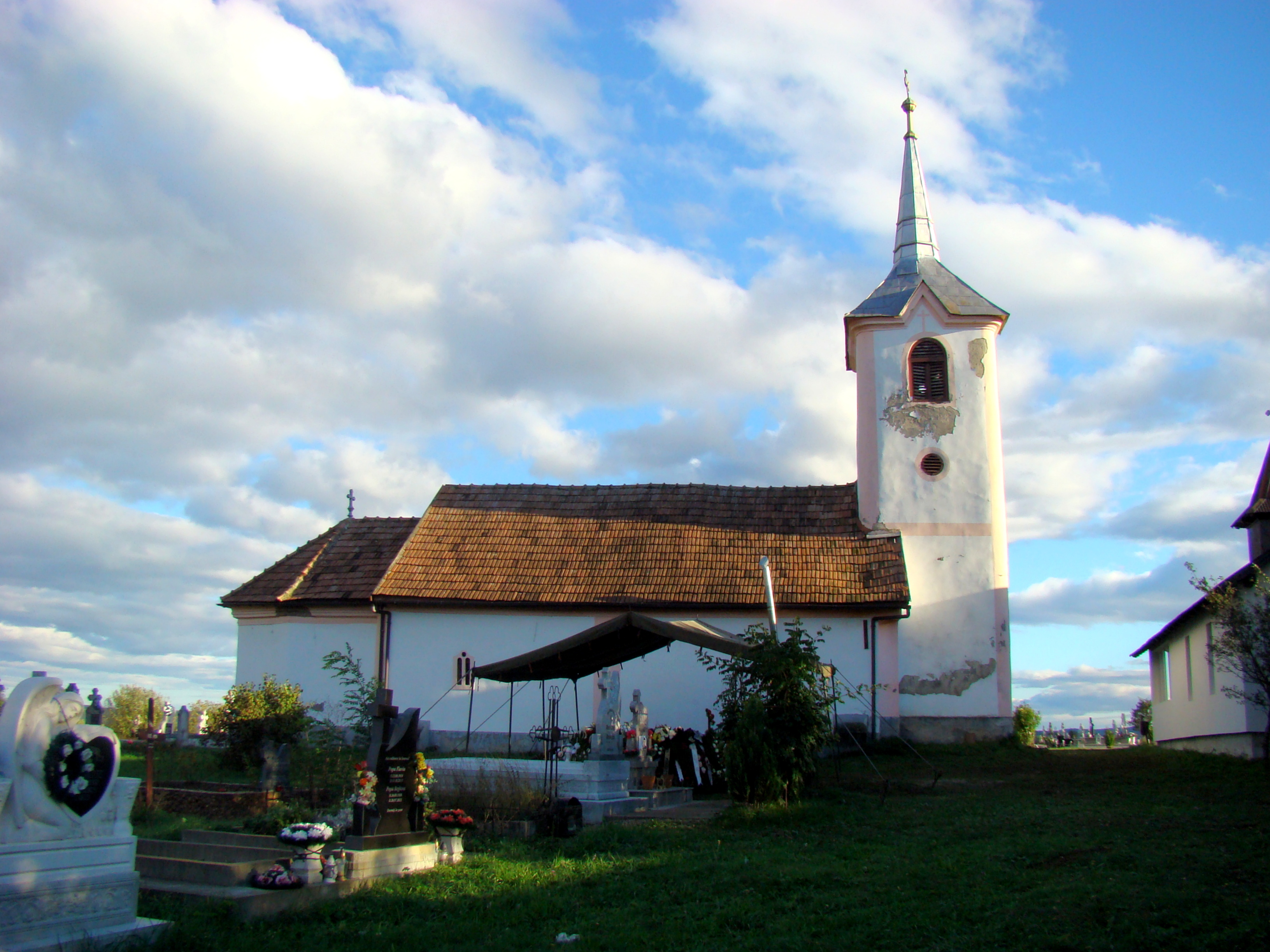
Biserica Sfinții Arhangheli (monument istoric)
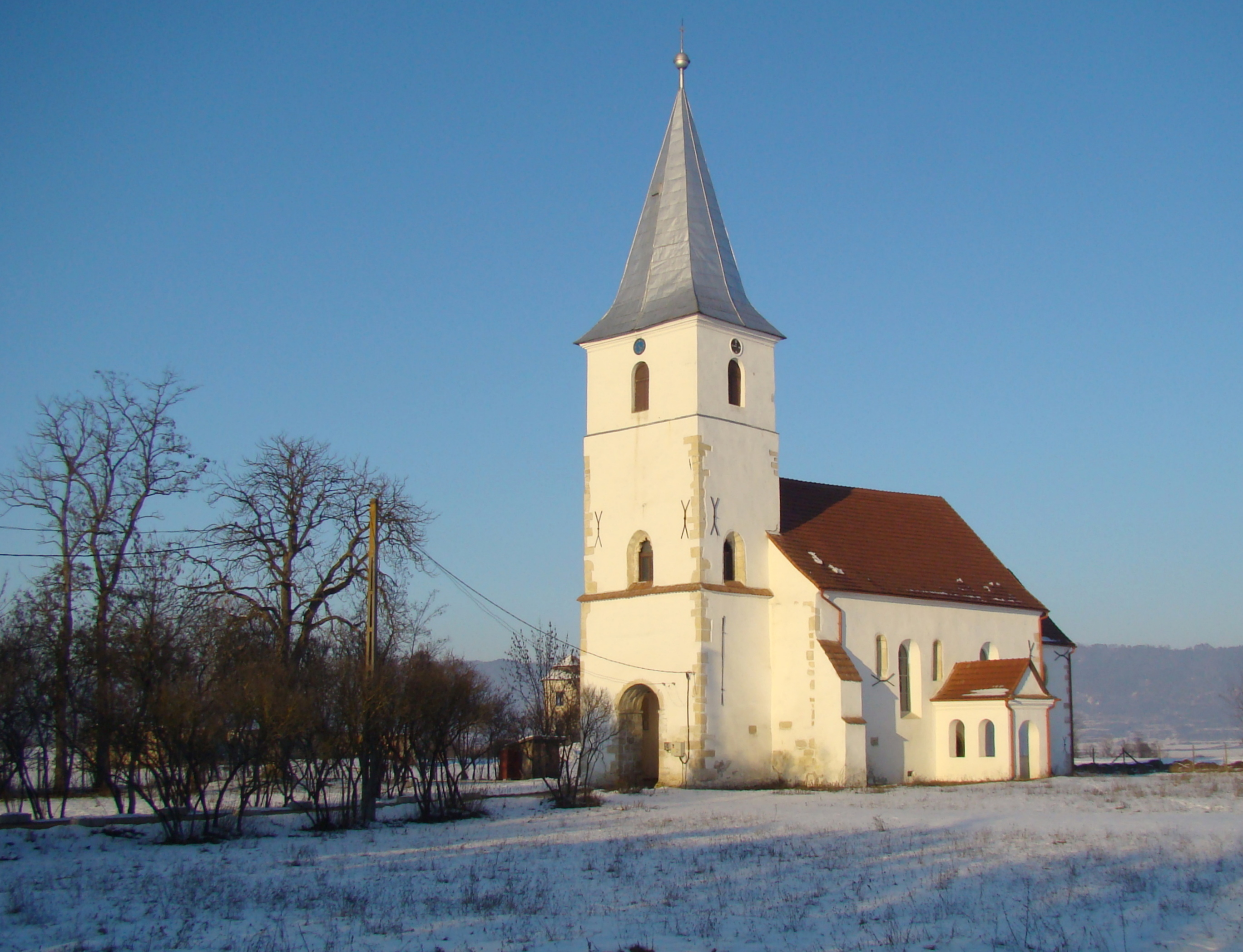
Biserica Reformată (monument istoric)
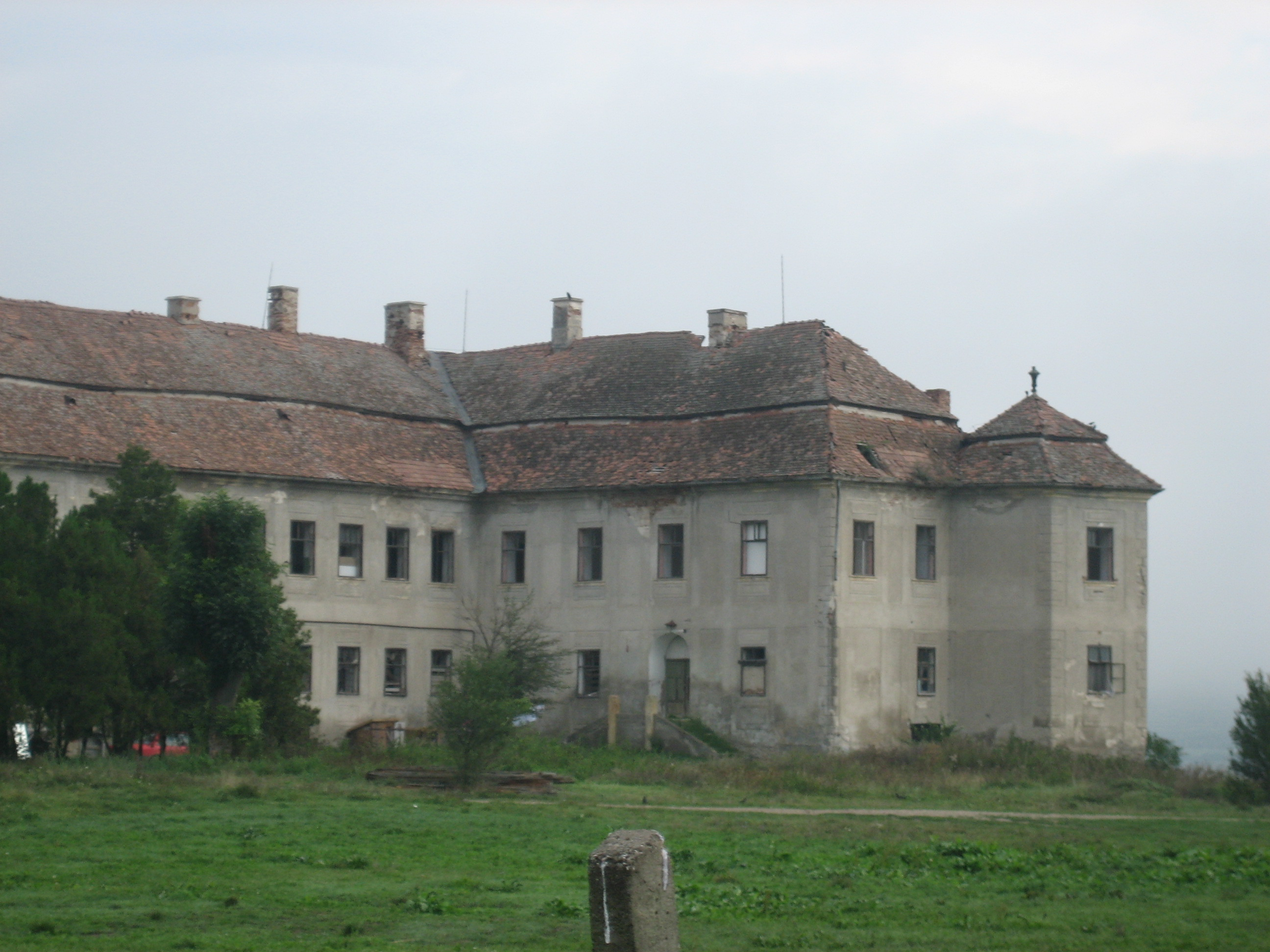
Castelul Kemény-Bánffy (monument istoric)
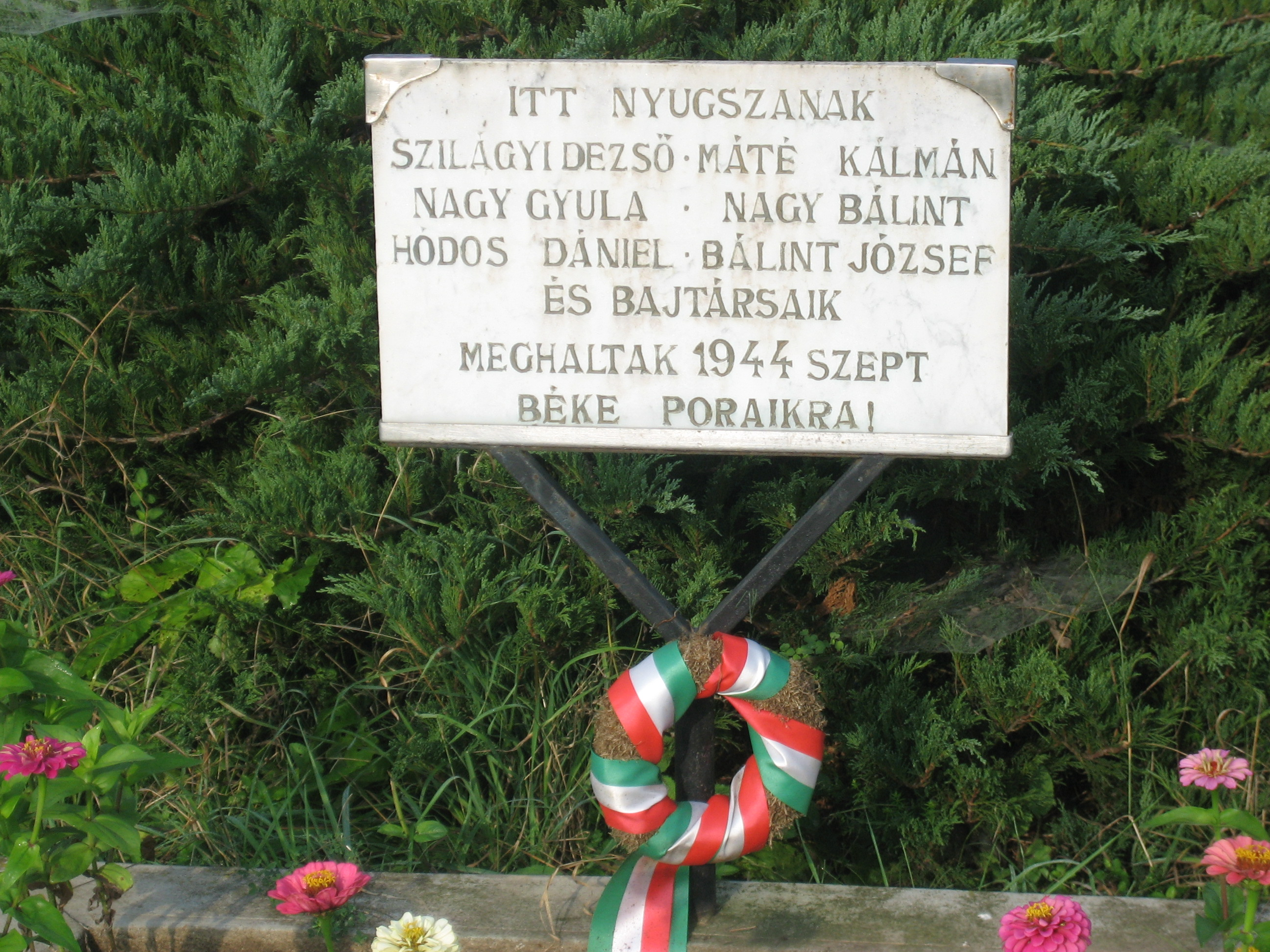
Monumentul eroilor
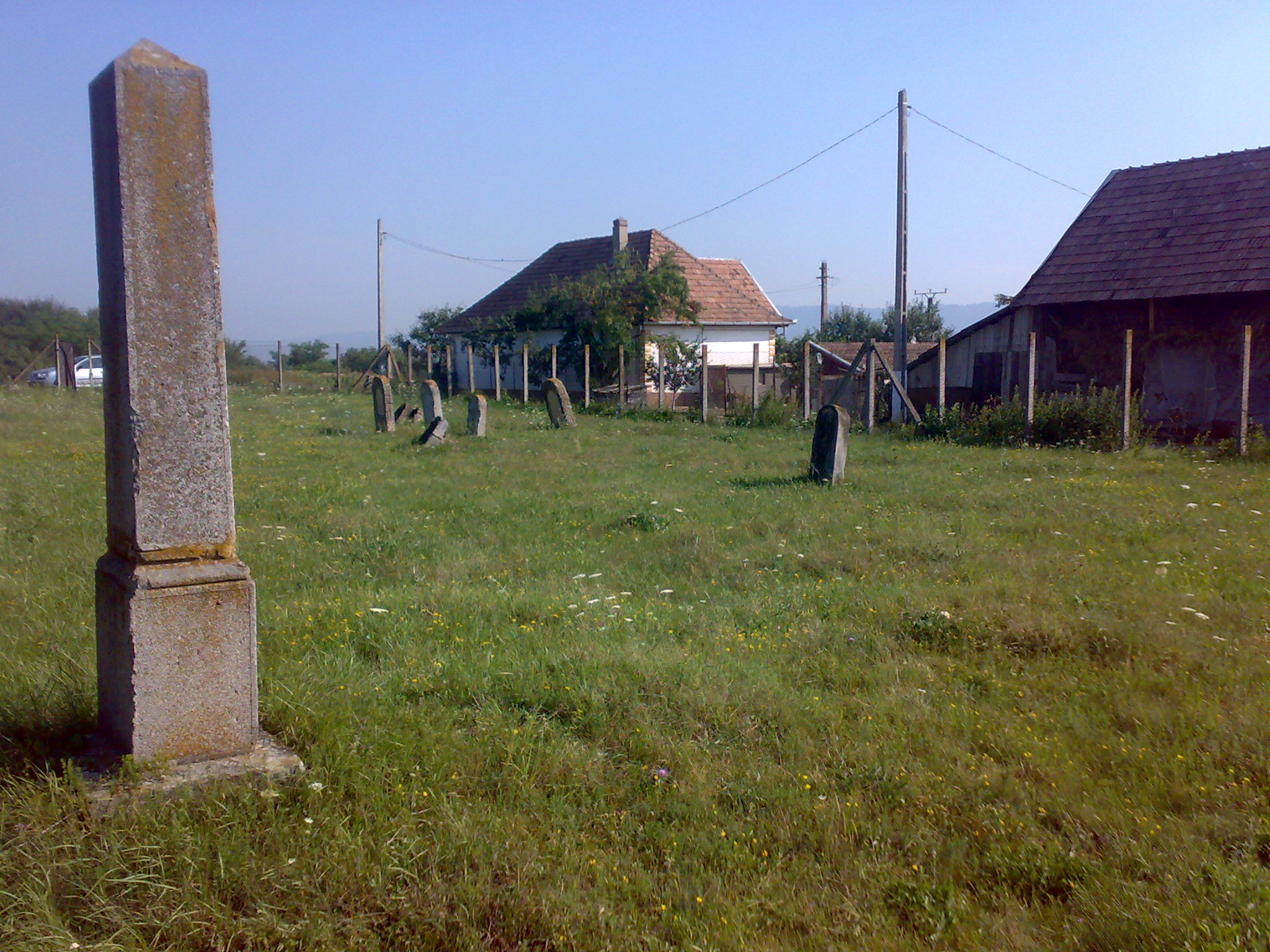
Cimitirul evreiesc
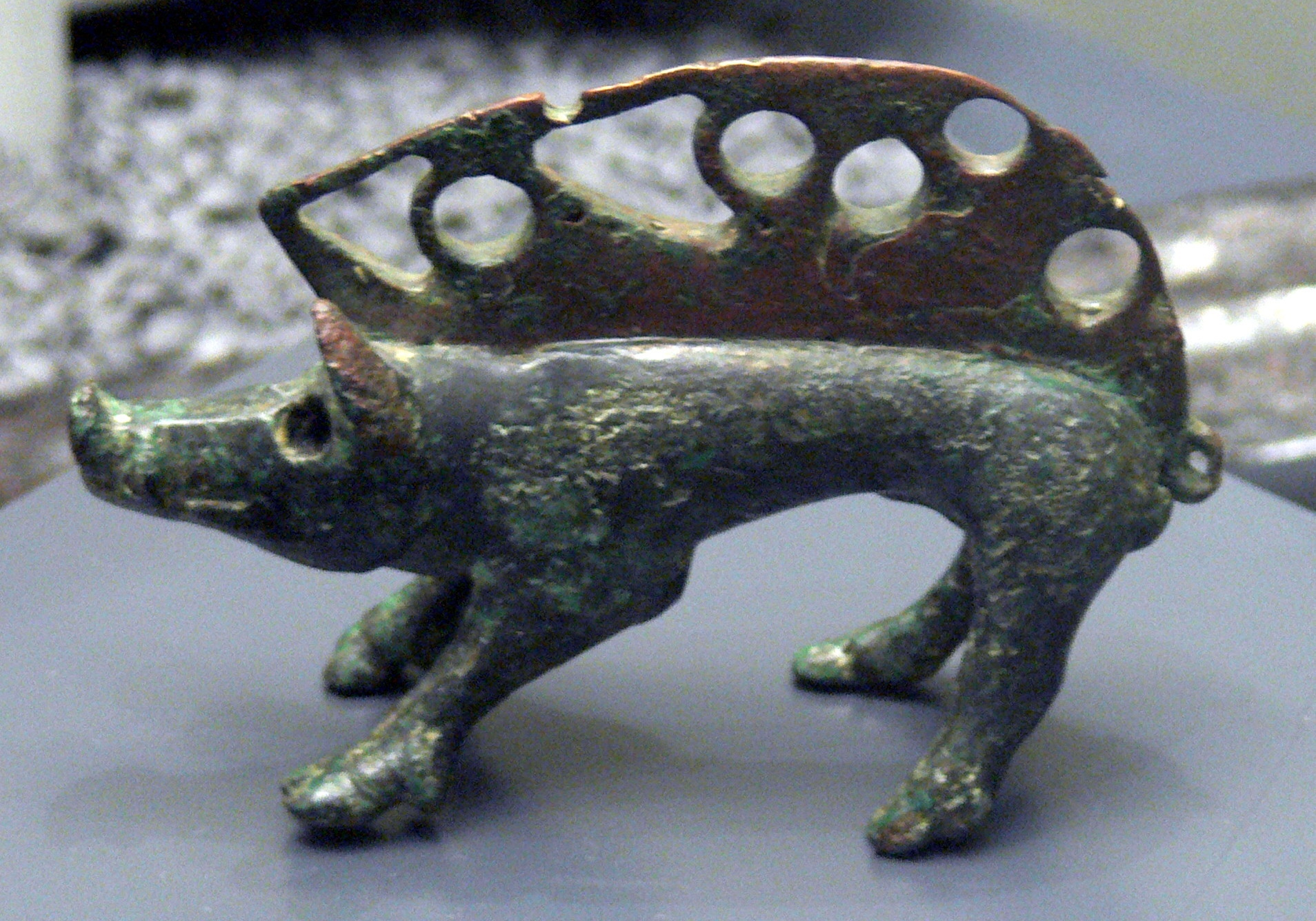
Obiect celtic găsit în sat
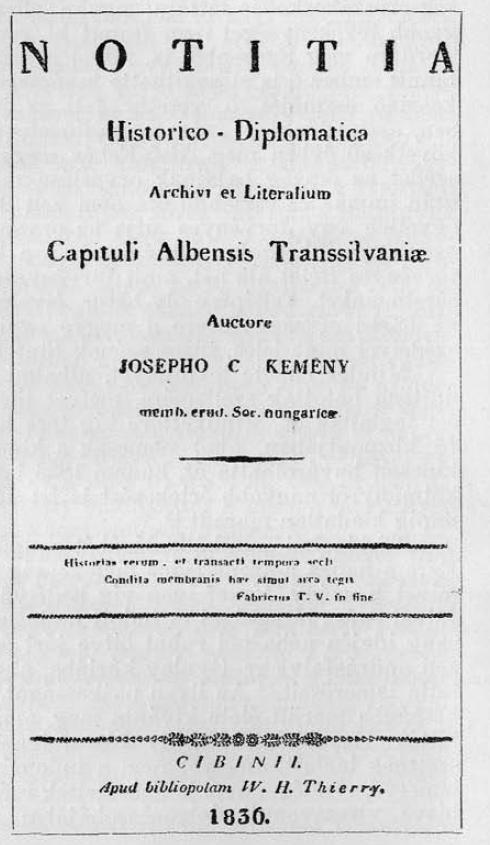
Prima pagina din Notitia de József Kemény
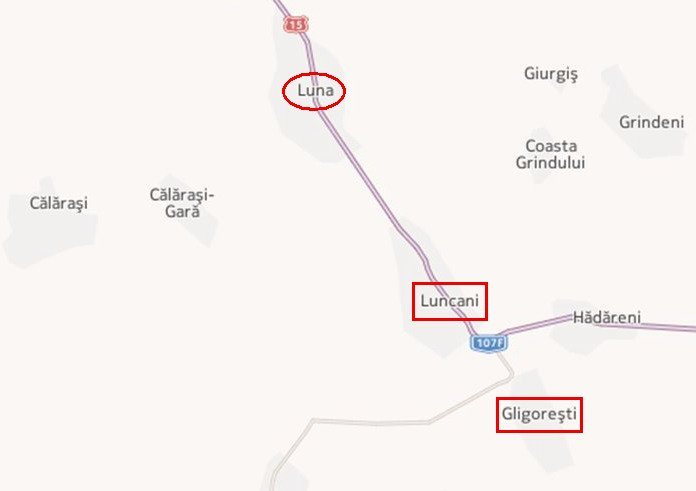
Harta comunei Luna (jud. Cluj) şi a satele componente